# Contravleugelslakken
Contravleugelslakken (Limacinidae) zijn een familie van weekdieren uit de klasse van de Gastropoda (slakken).

## Geslachten
- Altaspiratella Korobkov, 1966 †
- Heliconoides d'Orbigny, 1835
- Limacina Bosc, 1817
- Skaptotion Curry, 1965
- Thielea Strebel, 1908